# Fernanda Venturini
Fernanda Porto Venturini (ur. 24 października 1970 w Ribeirão Preto) – brazylijska siatkarka, reprezentantka kraju, rozgrywająca. W 1996 r. w Atlancie zdobyła brązowy medal olimpijski.
Obecnie występuje w Rio de Janeiro Volei Clube.
Od 1999 r. jest żoną Bernardo Rezende, brazylijskiego trenera siatkarskiego. Para ma dwie córki: Julia (2002) i Vitória (2009).

## Nagrody indywidualne
- Grand Prix:
  - najlepsza rozgrywająca Grand Prix 1993
  - MVP i najlepsza rozgrywająca Grand Prix 1994
  - najlepsza rozgrywająca Grand Prix 2004